# Ріміні (фільм)
«Ріміні» (нім. Rimini) — художній фільм режисера Ульріха Зайдля прем'єра якого відбулася 11 лютого на 72-му Берлінському кінофестивалі, де фільм номінований на «Золотого ведмедя». Головні ролі у ньому зіграли Майкл Томас, Ганс-Міхаель Реберг та Георг Фрідріх.

## Сюжет
Річі Браво колись був знаменитою поп-зіркою. У вітряному Ріміні він женеться за своєю колишньою славою, фінансуючи свій безпутний спосіб життя із пристрастю до азартних ігор та алкоголю, виступами для туристів та любовними послугами для шанувальниць.
Його доросла дочка вимагає від нього гроші, які він довго не давав їй, але яких він не має. Тим часом його батько, у якого деменція, знаходиться в австрійському будинку для літніх людей і згадує своє нацистське минуле.

## У ролях
| Актор               | Роль            |
| ------------------- | --------------- |
| Майкл Томас         | Річі Браво      |
| Тесса Геттліхер     | Тесса           |
| Ганс-Міхаель Реберг | батько Еккехарт |
| Інге Маукс          | Еммі Флек       |
| Клаудія Мартіні     | Енні            |
| Георг Фрідріх       | Евальд          |

## Виробництво та прем'єра
Знімання проходили протягом 85 днів з весни 2017 року до весни 2018 року в Австрії, Італії, Румунії та Німеччині, у тому числі й в Ріміні.
Прем'єра відбулась 11 лютому 2022 року на 72-му Берлінському кінофестивалі. 
В Україні стрічка вийшла в прокат 4 травня 2023 року.

## Нагороди
| Рік  | Нагорода (або фестиваль)              | Категорія                      | Отримувач                        | Результат |
| ---- | ------------------------------------- | ------------------------------ | -------------------------------- | --------- |
| 2022 | Берлінський міжнародний кінофестиваль | Золотий ведмідь                | Ульріх Зайдль                    | Номінація |
| 2022 | Хіхонський міжнародний кінофестиваль  | Найкращий фільм                | Ульріх Зайдль                    | Перемога  |
| 2022 | Діагонале                             | Гран-прі                       | Ульріх Зайдль                    | Перемога  |
| 2022 | Фестиваль європейського кіно в Палічі | ФІПРЕССІ                       | Ульріх Зайдль                    | Перемога  |
| 2022 | Cineuropa                             | Найкращий фільм                | Ульріх Зайдль                    | Перемога  |
| 2023 | Роберт                                | Найкращий неангломовний фільм  | Ульріх Зайдль                    | Номінація |
| 2023 | Австрійська кінопремія                | Найкраща чоловіча роль         | Майкл Томас                      | Номінація |
| 2023 | Австрійська кінопремія                | Найкращий художник-постановник | Андреас Донхаузер, Ренате Мартін | Номінація |